# Secondhand Smoke: A Tribute to Frank Marino
Seconhand Smoke è un album tributo al chitarrista Frank Marino realizzato nel 2005 dalla casa discografica Wildmess Records.

## Tracce e Artisti Partecipanti
1. George Lynch - In My Ways (4:55)
2. Karl Cochran - Dragonfly (5:16)
3. John Norum - Stay With Me (4:16)
4. Audley Freed - It's Begun To Rain (5:54)
5. Jennifer Batten - He's Calling (5:37)
6. Rick Ray - Poppy (6:04)
7. Jeff Cloud - Babylon Revisited (4:48)
8. Ronnie Montrose - Try For Freedom (7:36)
9. Randy Hansen - The Answer (4:38)
10. James Byrd - The World Anthem (5:29)